# Al-Mustansiriyya-Universität

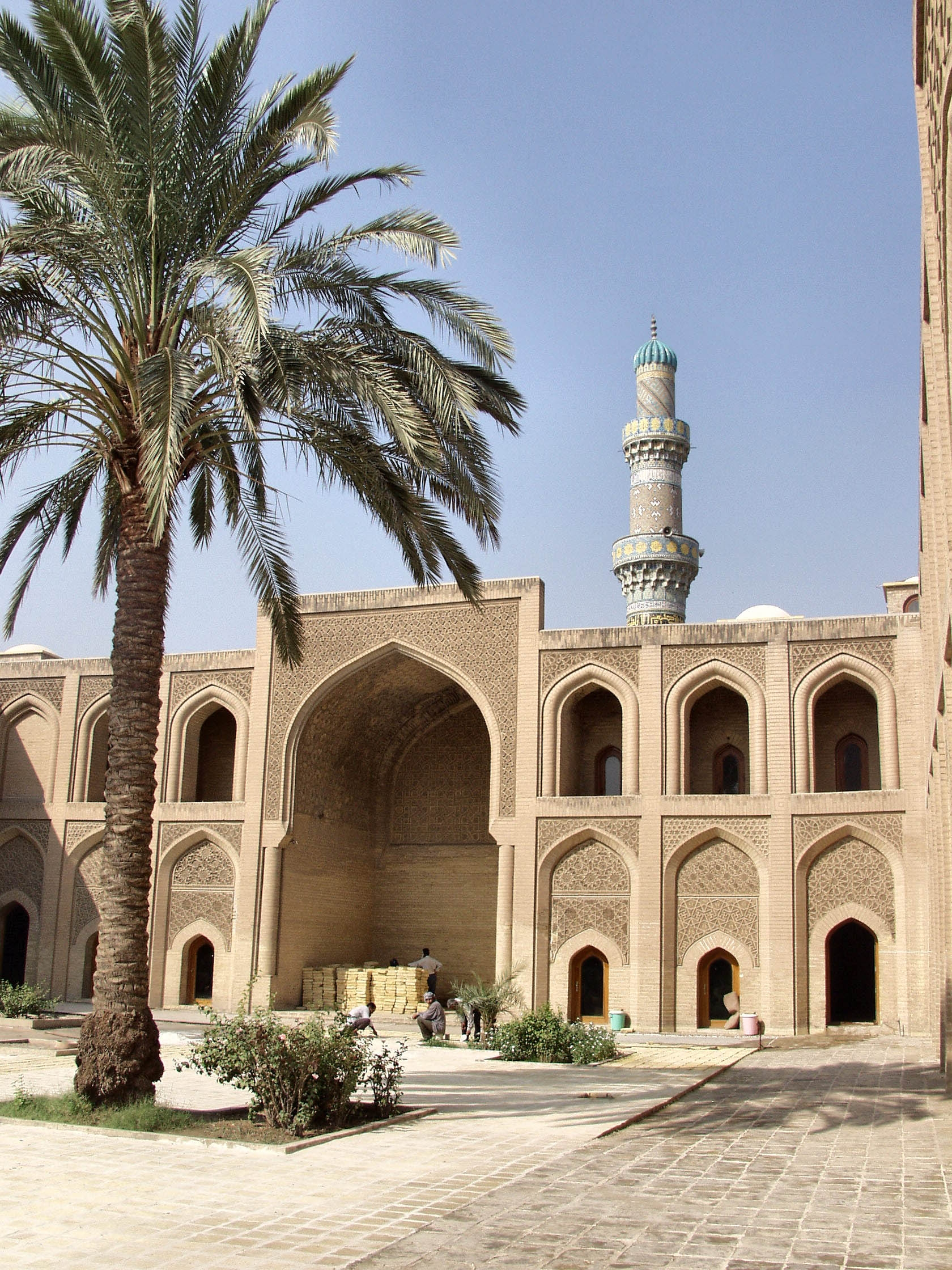
Blick auf einen Teil der Universität

Die al-Mustansiriyya-Universität (arabisch الجامعة المستنصرية, DMG al-Ǧāmiʿa al-Mustanṣirīya) ist eine auf den Abbasidenkalifen al-Mustansir (regierte 1226–1242) zurückgehende Universität in Bagdad.
Die historische Universität wurde im Jahre 1234 oder 1233 als eine wissenschaftliche Madrasa gegründet und gilt so gesehen als eine der ältesten Hochschulen der Welt. Bis heute ist sie eine der wichtigsten Bildungsinstitutionen im Irak. Sie wurde 1963 durch die Lehrer-Vereinigung der Republik Irak als Hochschule wiedergegründet. 1964 wurde die Hochschule mit der Al-Sha'b-Universität verschmolzen und wurde ein Teil der Universität von Bagdad. Später wurde der Status als Privathochschule gewährt, aber schon 1974 wurde sie wieder verstaatlicht. Sie gehört zum Verbund der sechs Universitäten von Bagdad. Gelehrt werden primär Recht und Literatur.
Die al-Mustansiriyya-Universität befindet sich in der Nähe der Schuhada'-Brücke auf der Rusafa-Seite der Stadt mit Blick auf den Tigris, räumlich hinter dem Gebäude des Verteidigungsministeriums. Die Lage wird als gefährlich eingestuft. Am 16. Januar 2007 wurden mindestens 65 Menschen bei einem Anschlag vor der Al-Mustansiriyya-Universität getötet, 140 wurden verletzt.